# Cestonionerva petiolata
Cestonionerva petiolata là một loài ruồi trong họ Tachinidae.